# Rudolf Christian Ziesenhenne
Rudolf Christian Ziesenhenne, né le 15 février 1911 à Chicago, Illinois, et mort le 19 octobre 2005, est un botaniste amateur américain et propriétaire horticole. Son abréviation officielle d'auteur botanique est Ziesenh.

## Biographie
En 1933, il épousa Margaret B., née Selover, à Santa Barbara (Californie). Le mariage a donné deux fils. Ziesenhenne s'est spécialisée dans le genre végétal Bégonia (Begonia).
Ziesenhenne est décédé le 19 octobre 2005. Sa tombe se trouve au cimetière de Santa Ana.